# Памятник Саратовской гармошке
Памятник Саратовской гармошке установлен в Саратове на проспекте Столыпина во Фрунзенском районе города.

## История
Саратовская гармонь является одним из символов города, и памятник является подарком саратовцам в преддверии Дня города от банка Экспресс-Волга. Автором памятника стал саратовский скульптор Владимир Пальмин. Для памятника было выбрано место на пешеходном участке проспекта Кирова недалеко от кинотеатра «Пионер».
Первые эскизы памятника представляли собой стоящего гармониста, но затем В. Пальмин изобразил его сидящим на лавочке рядом с фонарём. Макет памятника был изготовлен из глины, а сам памятник был изваян из бронзы в городе Жуковском в Московской области, откуда в Саратов его привёз сам автор. Высота всего памятника достигает 3 м 40 см при весе в 750 кг. Стоимость изготовления скульптурной композиции составила около 1 млн рублей.
Памятник был установлен напротив кинотеатра «Пионер» 11 сентября 2009 г., а торжественное открытие было приурочено к празднованию Дня города — 12 сентября 2009 г. В церемонии его открытия участвовали глава администрации Саратова В. Л. Сомов, гармонисты и фольклорные коллективы.
Памятник стал городской достопримечательностью и популярным местом для фотосъёмки. В определённые часы памятник проигрывает композиции местного саратовского инструментального коллектива и напоминает об историческом символе города — гармошке.
В марте 2014 г. памятник стал участником дорожно-транспортного происшествия — в памятник врезался автомобиль, водитель которого не справился с управлением.